# Ringworm
Ringworm est un groupe américain de metalcore, originaire de Cleveland, dans l'Ohio.

## Histoire
Le groupe est formé en 1990 par le chanteur James « Human Furnace » Bulloch et le guitariste de Terror Frank Novinec. L'année suivante, le groupe sort sa première démo éponyme. En 1993, le groupe sort son premier album, The Promise, sur Incision Records, puis se sépare peu de temps après.
En 1995, le groupe se reforme brièvement et donne quelques concerts en Europe à l'automne. En 1998, le groupe se reforme définitivement et sort l'année suivante la démo Madness of War. L'album suivant, Birth Is Pain, est publié en novembre 2001 par Victory Records. Le groupe se compose alors du chanteur Bulloch, des guitaristes Frank « 3 Gun » Novinec et Matt Sorg, du bassiste Aaron Ramirez et du batteur Chros Dora. Au début de 2003, Ben Hollowell rejoint le groupe en remplacement de Ramirez. En avril 2003, une tournée sur la côte est des États-Unis suit, en compagnie de Terror et Ramallah, suivie en mai et juin par des concerts avec All Out War. En juillet et août, le groupe donne des concerts avec Punishment et Shattered Realm. En novembre 2004, le groupe poursuit ses activités live et s'est produit avec Death Before Dishonor. En 2005, l'album suivant, Justice Replaced by Revenge, est publié sur Victory Records. En 2007 et 2011, les deux albums suivants, The Venomous Grand Design et Scars, sont publiés sur Victory Records,.

## Style musical
Le groupe joue un mélange de heavy metal et de punk hardcore. Parmi les influences de Ringworm, on trouve Motörhead, Celtic Frost, Discharge et  Thin Lizzy. Lex du webzine Metalglory décrit The Promise comme « un mélange d'intégrité et de gros son de guitare métallique [...]. Un metal-core diabolique, sombre et dont les structures simples vont tout simplement de l'avant - sans aucun compromis. [...] Un hardcore typiquement old school, sans grande variété ni diversité. Mais c'était ça le hardcore au début des années '90. » Integrity et Ringworm ont joué un rôle important dans l'établissement du metalcore à cette époque,. Il ne s'agit pas d'un mélange au sens du metalcore moderne. Les éléments metal servent généralement à accentuer le style hardcore et ne constituent pas la base des morceaux, et les influences metal, contrairement aux représentants du metalcore moderne, rappellent des groupes comme Venom, Nuclear Assault et Slayer. Le style musical de Justice Replaced by Revenge rappelle à Schneider de Metalglory les derniers morceaux de The Exploited et les classiques d'Exodus ; il qualifie cette sortie de « reprise contemporaine » du premier album d'Exodus, Bonded by Blood. Il a également comparé sa suite, The Venomous Grand Design, à ces deux groupes dans les phases mentionnées, ainsi qu'à Terror et  Rise and Fall, « même si l'orientation de base s'est déplacée encore un peu plus vers le metal. »
La pochette du premier album The Promise représente Baphomet par Éliphas Lévi. Les paroles des chansons abordent des thèmes tels que le blasphème (dans God Eat God) ou la mort (dans No One Dies Alone et Death Is Not an Option). Le groupe a exprimé la « nécessité d'une destruction massive d'êtres humains. »

## Discographie

### Albums studio
- 2001 : Birth Is Pain (Victory Records)
- 2005 : Justice Replaced by Revenge (Victory Records)
- 2007 : The Venomous Grand Design (Victory Records)
- 2011 : Scars (Victory Records)
- 2014 : Hammer of the Witch (Relapse Records)
- 2016 : Snake Church (Relapse Records)
- 2019 : Death Becomes My Voice (Relapse Records)
- 2023 : Seeing Through Fire (Relapse Records)

### Splits
- 1994 : Split-singles avec Boiling Point (Lost and Found Records)
- 2000 : Hollowed Soul (split avec Godbelow, Surface Records)
- 2001 : Ringworm / Cold as Life (split avec Cold as Life, Stillborn Records)
- 2003 : Dead Man’s Hand 02 (split avec Terror, Deathwish Inc.)
- 2011 : Your Soul Belongs to Us... (split avec Mindsnare, A389 Recordings)

### Démos
- 1991 : Ringworm
- 1993 : The Promise (Incision Records)
- 1999 : Madness of War
- 2005 : Demo 2005

### Singles
- 1995 : Flatline (compilation, Lost and Found Records)
- 2012 : Stigmatas in the Flesh (album live, A389 Recordings)
- 2013 : Bleed (EP, Relapse Records)